# Дуймовиц, Юлия
Юлия Дуймовиц (нем. Julia Dujmovits, род. 12 июля 1987 года, Гюссинг, Австрия) — австрийская сноубордистка, выступающая в слаломных дисциплинах, олимпийская чемпионка 2014 года в параллельном слаломе.
- Олимпийский чемпион в параллельном слаломе. В финале на спуске одолев Анке Карстенс из сборной Германии;
- Серебряный призёр Чемпионата мира 2013 в параллельном гигантском слаломе;
- Многократный победитель и призёр этапов Кубка мира;
- Многократный победитель и призёр этапов Кубка Европы;
- Чемпионка мира среди юниоров в параллельном слаломе;
- Двукратный бронзовый призёр чемпионата мира среди юниоров 2006 (в сноуборд-кроссе и параллельном гигантском слаломе);
- Многократная чемпионка и призёр чемпионатов Австрии.